# Bitwa pod Solicinium
Bitwa pod Solicinium – starcie zbrojne, które miało miejsce w roku 368 w trakcie kampanii Walentyniana przeciwko Alamanom. 
W roku 368 Alamanowie wtargnęli do Galii, łupiąc Moguncję i pojmując wielu jeńców. W reakcji na te działania Walentynian I przygotował akcję odwetową. Latem 368 r. na czele wielkiej armii cesarz przekroczył Ren w okolicy Nekaru. Pod Solicinium (okolice dzisiejszego Heidelbergu - Sulz am Neckar) znajdowały się pozycje germańskie usytuowane na wzniesieniu Pirus. 
Krótko przed bitwą w niebezpieczeństwie znalazł się cesarz, który podczas rekonesansu zaatakowany został przez straż przeciwnika. Walentynianowi udało się zbiec, zginął natomiast towarzyszący mu służący. 
Wojska rzymskie dowodzone przez Gracjana stanęły na tyłach, siły komesa Sebastiana natomiast otrzymały rozkaz obejścia pozycji barbarzyńców na wzgórzu i wyjścia na ich tyły. Centrum armii rzymskiej pod wodzą Walentyniana przypuściło atak frontalny na wzgórze pod gradem strzał i kamieni. Następny atak nastąpił z obu flanek spychając Alamanów wprost na zaczajone siły Sebastiana. Z pogromu udało się ujść zaledwie niewielu Alamanom. Rzymianie okupili zwycięstwo znacznymi stratami. Po zakończeniu bitwy Walentynian powrócił do Trewiru. Bitwa pod Solicinium znacznie ograniczyła na kolejnych kilka lat najazdy germańskie na ziemie podległe Rzymowi.  